# 布哈奇 (加利福尼亞州)
布哈奇（英語：Buhach）是位於美國加利福尼亞州默塞德縣的一個非建制地區。該地的面積和人口皆未知。

## 地理
布哈奇的座標為37°20′11″N 120°34′55″W / 37.33639°N 120.58194°W，而該地的平均海拔高度為48米（即157英尺）。